# Budapest Jégkorong Akadémia Hockey Club
A Budapest Jégkorong Akadémia Hockey Club, korábban MAC Újbuda, még korábban MAC Budapest magyar jégkorongcsapat, melynek székhelye Budapesten található. A 2022–2023-as szezonban az Erste Ligában szerepel.

## Története
A KSI elsősorban utánpótlás neveléssel foglalkozó egyesület, először 1985-ben indított felnőtt csapatott a magyar OB I-ben. Két év múlva a KSI megszüntette a jégkorong szakosztályát, amit a Liget SE vett szárnyai alá. A Liget SE 1989-ben a Népstadion Szabadidő Egyesület (NSZE) nevet vette fel, de a szakosztály működése továbbra is biztosított volt. 1993-ban újabb átalakulás következett, az NSZE beleolvadt az 1875-ben alapított, majd 1945-ben megszüntetett és 1988-ban újjáalakuló Magyar Athletikai Clubba. Ettől kezdve a jégkorongozók MAC-Népstadion néven folytatták, majd az 1990-es évektől fogva szisztematikus építkezés folytán az ország első számú utánpótlás képző központjává váltak. 2011-ben a jégkorongszakosztály különvált a MAC-Népstadiontól, és azóta MAC Budapest Jégkorong Akadémia néven önálló egyesületként működik.
2015-ben hozta létre a MAC Budapest felnőtt profi jégkorong csapatot a MAC Budapest Jégkorong Akadémia pénzügyi befektetők segítségével. A MOL Liga mezőnyéhez 2015-ben csatlakozott a csapat, Majoross Gergely vezetésével mindjárt döntőt játszhattak, ám ott alulmaradtak a DVTK Jegesmedvék elleni fináléban. 2017 januárjában megszerezték első trófeájukat, mikor a Magyar Kupa döntőjében 3–2-re legyőzték a DVTK csapatát. A 2017-18-as Erste Liga sorozat döntőjében a DVTK Jegesmedvék csapatát 4–1-es összesítéssel felülmúlva szerezték meg első magyar bajnoki címüket is egyben.
A csapatot a MAC Profi Jégkorong Kft. üzemelteti, melynek ügyvezető igazgatója Kangyal Balázs. A MAC Profi Jégkorong Kft.-ben 30%-os tulajdoni hányaddal rendelkezik a MAC Budapest Jégkorong Akadémia, a fennmaradó részt a Kedves Ferenc vállalkozó érdekeltségébe tartozó MAC Budapest Profi Jégkorong Befektetői Kft. birtokolja. A 2018-2019-es szezontól MAC Újbuda néven szerepel az együttes, amely indulási jogot kapott a szlovák Extraligába. 2018. szeptember 10-én 3–2-re legyőzték a Fehérvár csapatát és megnyerték a Szuperkupát.
A 2020–2021-es szezonban az Erste Ligában szerepelt. A tízcsapatos mezőnyben az 5. helyen végzett.
2022 nyarán a csapat a Tüskecsarnokból átköltözött a Vasas Jégcentrumba. A 2022–2023-as szezonban a csapat ismét az Erste Ligában szerepel Budapest Jégkorong Akadémia Hockey Club néven.

## Trófeák
- Magyar bajnok: 2018
- Magyar Kupa győztes: 2017, 2023
- Szuperkupa győztes: 2018

## Szezonok
| Alapszakasz | Alapszakasz | Alapszakasz | Alapszakasz | Alapszakasz | Alapszakasz | Alapszakasz | Alapszakasz | Alapszakasz | Rájátszás                            | Rájátszás                             | Rájátszás |
| Szezon      | LM          | GY          | GY.H.       | V. H.       | V           | G           | P           | Helyezés    | Negyeddöntő                          | Elődöntő                              | Döntő     |
| ----------- | ----------- | ----------- | ----------- | ----------- | ----------- | ----------- | ----------- | ----------- | ------------------------------------ | ------------------------------------- | --------- |
| 2022–23     | 36          | 24          | 4           | 1           | 7           | 161:85      | 81          | 1.          | Győzelem a FEHA19 ellen (4-0)        | Vereség a Ferencvárosi TC ellen (3-4) | -         |
| 2023–24     | 44          | 21          | 4           | 4           | 15          | 152:131     | 75          | 4.          | Vereség a SC Csíkszereda ellen (2-4) | -                                     | -         |
| 2024–25     | 36          | 22          | 4           | 4           | 6           | 138:91      | 78          | 1.          | Győzelem az Újpesti TE ellen (4-0)   | Vereség a SC Csíkszereda ellen (1-4)  | -         |